# حشره‌خوار المپیک
 حشره‌خوار المپیک (نام علمی: Sorex rohweri) نام یک گونه از سرده حشره‌خوارهای دم‌دراز است.